# Živný potok
Der Živný potok, auch Prachatický potok bzw. Bělečský potok (deutsch Rohnbach bzw. Bieltschbach) ist ein rechter Zufluss der Blanice in Tschechien.

## Verlauf
Der Živný potok entspringt westlich von Chroboly bzw. nördlich von Podlesí in der zu den Šumavské podhůří (Böhmerwaldvorland) gehörigen Prachatická hornatina (Prachatitzer Bergland). Seine Quelle befindet sich am östlichen Fuße des Rohanovský vrch (1010 m) beim Bahnhof Chroboly. Der Bach fließt anfänglich vorbei an Lučenice, Rohanov und Leptač zwischen dem Berg Na Skalce (1025 m) und Lučenický vrch (867 m) nach Norden; am Haltepunkt Rohanov speist er den Teich Leptačský rybník. Am östlichen Fuße des Libín (1093 m) und seines Nebengipfels Na Vyhlídce (828 m) bildet er ein tiefes Kerbtal und nimmt nordwestliche Richtung. Vorbei an Jelemek, Velišův Mlýn, Lázně svaté Markéty, Kandlův Mlýn und Irův Dvůr erreicht der Bach Prachatice, wo er sich zwischen der Unteren Vorstadt (Dolní Předměstí) und dem Krankenhaus wieder nach Norden wendet. Sein Unterlauf führt vorbei an Slepý Mlýn, dem Steinbruch Kobylí hora, Staré Prachatice, Ostrov, Městská Lhotka, Bělečská Lhota, Vojtášek, Bělečský Mlýn, dem Bahnhof Husinec und Běleč; auf diesem Abschnitt umfließt er die Výrovčice (708 m) östlich. Nach 11,4 Kilometern mündet der Živný potok zwischen Těšovice und Běleč in die Blanice.
Entlang seines gesamten Laufes führt die Bahnstrecke Číčenice–Haidmühle durch das Tal des Živný potok. Am Oberlauf folgt die Staatsstraße II/143 zwischen Chroboly und Prachatice, am Unterlauf die II/141 zwischen Prachatice und Těšovice dem Lauf des Baches.

## Geschichte
Die Wasserkraft des Baches wurde seit dem Mittelalter, insbesondere bei Prachatice, für den Betrieb von Mühlen genutzt. Im Gebirge lagen die Rohnmühle (Leptáčský mlýn) und die Wallischmühle (Velišův mlýn). Bei Prachatice wurden die Bernkopfmühle (Bernkopfův mlýn), die Kandelmühle (Kandlův mlýn), die Feitlmühle (Feitlův mlýn), der Bartošův mlýn, die Kosmatův bzw. Koldův mlýn, die Gemeindemühle (Obecní mlýn) und die Blindmühle (Slepý mlýn) betrieben. Am unteren Bachlauf lagen bei Ostrov die Rumpalmühle (Rumpálův mlýn) und bei Běleč die Bieltscher Mühle (Bělečský mlýn). Während der Belagerung der Stadt Prachatice durch kaiserliche Truppen im Dreißigjährigen Krieg wurden 1620 sämtliche Vorstadtmühlen niedergebrannt. Der Bartošův mlýn bei der Vorstadt wurde später durch die Herrschaft Wallern zum obrigkeitlichen Brauhaus umgebaut. Im Jahre 1839 bestanden bei Prachatitz neun städtische und eine obrigkeitliche Mühle sowie zwei städtische Brettsägen.

## Zuflüsse
- Fefrovský potok (links), Prachatice
- Žernovický potok (rechts), bei Bělečský Mlýn (Gemeinde Těšovice u Prachatic)